# Tiberiu Boșutar
Tiberiu-Nicolae Boșutar (n. 25 iulie 1974) este un politician român, ales în 2024 deputat din partea partidului Alianța pentru Unirea Românilor (AUR). În decembrie 2024, Tiberiu Boșutar a forst arestat după ce a instigat la distrugerea Instituțiilor Statului. Nu era prima dată când avea probleme cu justiția.

## Tinerețe
Tiberiu-Nicolae Boșutar n-a născut pe 25 iunie 1974 în Republica Socialistă România.

## Carieră politică

### Deputat (2024–prezent)

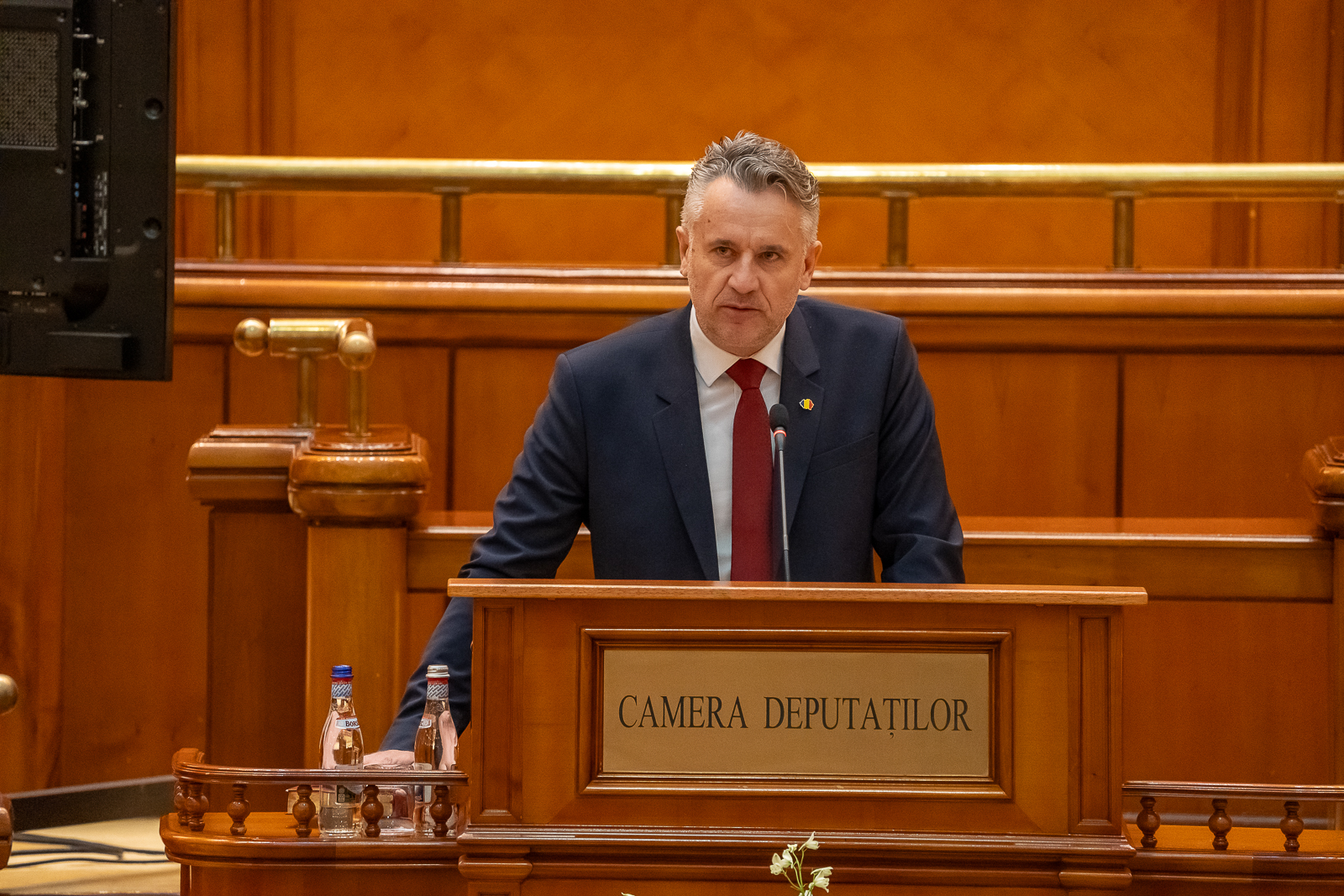
Boșutar depunând jurământul, 21 decembrie 2024

În urma alegerilor parlamentare din 2024 pe 1 decembrie, Boșutar a fost ales membru al Camerei Deputaților în circumscripția nr. 6 Bistrița-Năsăud, preluând mandatul pe 21 decembrie. În decembrie 2024, Boșutar, era cercetat sub control judiciar pentru că a instigat public la aruncarea în aer a clădirii Prefecturii și Biroului Electoral Județean din județul său.